# Ivo Bischofberger
Pour les articles homonymes, voir Bischofberger.
Ivo Bischofberger, né le 24 février 1958 à Heiden, est un homme politique suisse membre du Parti démocrate-chrétien (PDC). Il siège au Conseil des États depuis 2007.

## Biographie
Originaire d'Oberegg, Bischofberger est titulaire d'un doctorat en histoire et en sciences politiques. Il est marié.
Il est également recteur du gymnase d'Appenzell et a présidé le Tribunal cantonal. Entre 1992 et 1997, il dirige le PDC du canton d'Appenzell Rhodes-Intérieures.
Le 29 avril 2007, à l'occasion de la traditionnelle Landsgemeinde, il est élu au quatrième tour de scrutin comme conseiller aux États représentant le canton d'Appenzell Rhodes-Intérieures. Il succède à son collègue de parti Carlo Schmid-Sutter[réf. nécessaire].